# Daigo Araki
Daigo Araki (japanisch 荒木 大吾 Araki Daigo; * 17. Februar 1994 in der Präfektur Chiba) ist ein japanischer Fußballspieler.

## Karriere
Araki erlernte das Fußballspielen in der Jugendmannschaft von Kashiwa Reysol und der Universitätsmannschaft der Aoyama-Gakuin-Universität. Seinen ersten Vertrag unterschrieb er 2016 bei Júbilo Iwata. Der Verein spielte in der höchsten Liga des Landes, der J1 League. Für den Verein absolvierte er 50 Erstligaspiele. 2020 wechselte er zum Zweitligisten Kyoto Sanga FC. Mit dem Verein aus Kyōto feierte er Ende 2021 die Vizemeisterschaft und den Aufstieg in die erste Liga.

## Erfolge
Kyoto Sanga FC
- Japanischer Zweitligavizemeister: 2021  ▲